# Il mestiere dell'avvoltoio
Il mestiere dell'avvoltoio (The Unpleasant Profession of Jonathan Hoag) è un romanzo fantastico del 1942 dello scrittore statunitense Robert A. Heinlein.
Un uomo si rivolge ad una coppia di investigatori con una strana richiesta: vuole essere seguito perché non ha idea di cosa fa durante il giorno e quale sia la sua professione: da questo spunto iniziale si sviluppa un'inquietante storia di horror fantastico alla quale fa da contrappunto la descrizione del tenero legame d'amore tra i due protagonisti.

## Storia editoriale
È stato scritto nell'aprile 1942 e pubblicato per la prima volta, con lo pseudonimo di John Riverside, nel numero dell'ottobre 1942 della rivista Unknown Worlds.
La prima traduzione italiana, di Luigi Cozzi, è stata pubblicata nel 1965 nel volume n. 54 della collana Galassia e poi di nuovo nel 1977 nel n. 226 della stessa collana. Nel 1995 la traduzione è stata inclusa nell'antologia I figli di Matusalemme Il mestiere dell'Avvoltoio Una famiglia marziana Requiem, pubblicata nel volume n. 35 della collana I Massimi della Fantascienza, che include anche la retrospettiva del 1992 Requiem: New Collected Works by Robert A. Heinlein and Tributes to the Grand Master, curata da Yoji Kondo.
In precedenza il romanzo era stato inserito nella raccolta di opere di Heinlein The Unpleasant Profession of Jonathan Hoag del 1959, a sua volta inclusa nell'antologia personale The Fantasies of Robert A. Heinlein del 1999, quest'ultima è stata tradotta in italiano da Vittorio Curtoni e pubblicata dalla Mondadori nel 2003 in due volumi, quello che contiene anche il racconto Il mestiere dell'avvoltoio è il n. 1474 della collana Urania, pure intitolato Il mestiere dell'avvoltoio.
Quest'ultimo volume non contiene le stesse opere dell'antologia inglese The Unpleasant Profession of Jonathan Hoag, che invece è stata pubblicata in italiano per la prima volta nel 2014, nella traduzione di Curtoni, nel n. 1603 della collana I capolavori di Urania, anch'esso intitolato Il mestiere dell'avvoltoio.

## Trama
Jonathan Hoag, un distinto cittadino di Chicago, si rende conto di non avere memoria delle sue attività diurne quando gli viene chiesto, a una cena, cosa fa per vivere.
Inoltre, lavandosi le mani, scopre sotto le unghie una sostanza rosso-marrone che sembra sangue secco.
Egli contatta l'agenzia investigativa Randall & Craig, che in effetti sono i coniugi Ted e Cynthia Randall e chiede loro di essere seguirlo durante il giorno.

## Adattamenti
Una versione cinematografica del regista Alex Proyas è in sviluppo.

### Edizioni
- Robert A. Heinlein, Il mestiere dell'avvoltoio, in Il mestiere dell'avvoltoio (antologia), collana Urania, traduzione di Vittorio Curtoni, n. 1474, Mondadori, settembre 2003,  pp. 125-250, ISSN 1120-5288 (WC · ACNP).

### Fonti critiche
- (EN) James Daniel Gifford, The New Heinlein Opus List, in Robert A. Heinlein: A Reader's Companion (PDF), Nitrosyncretic Press, 2000, ISBN 978-0-9679874-1-5. URL consultato il 12 ottobre 2015.